# Пјано Гранде I (Козенца)
Пјано Гранде I је насеље у Италији у округу Козенца, региону Калабрија.
Према процени из 2011. у насељу је живело 33 становника. Насеље се налази на надморској висини од 154 м.